# Autosport
Autosport es un magacín semanal publicado por Haymarket Consumer Media en el Reino Unido y dedicado íntegramente al mundo del motor. Su primera publicación tuvo lugar el 25 de agosto de 1950 por Gregor Grant. Es una referencia en este deporte ya que publica muchas exclusivas sobre todo de la Fórmula 1 y muchos medios la consideran como tal. En 2016, Motorsport Network adquiere a Haymarket y todas sus publicaciones, meses antes muchos periodistas de esta se había trasladado a la principal web del grupo Motorsport, motorsport.com.

## Ediciones y eventos
Cuenta alrededor del mundo con:
- Autosport.com, edición digital con noticias actualizadas, incluye un importante foro. Se inició a partir del 2005.
- Autosport Asia Edition, magazine mensual publicado en Singapur a partir del año 2008.
- Autosport International, evento de motor disputado anualmente en Birmingham.
- Autosport Awards, premios otorgados por Autosport a los pilotos y equipos ingleses y mundiales que más han destacado en las principales categorías de motor.
- Ranking de Pilotos, la web de Autosport.com cuenta con un ranking de pilotos internacionales.